# (38422) 1999 RJ226
1999 RJ226 (asteroide 38422) é um asteroide da cintura principal. Possui uma excentricidade de 0.08116200 e uma inclinação de 11.43289º.
Este asteroide foi descoberto no dia 4 de setembro de 1999 por LONEOS em Anderson Mesa.